# Hedyotis longipetala
Hedyotis longipetala är en måreväxtart som beskrevs av Elmer Drew Merrill. Hedyotis longipetala ingår i släktet Hedyotis och familjen måreväxter. Inga underarter finns listade i Catalogue of Life.